# The Deadly Mantis
The Deadly Mantis is een Amerikaanse horrorfilm uit 1957, geproduceerd door William Alland voor Universal-International Pictures. De film werd geregisseerd door Nathan Juran. De hoofdrollen werden vertolkt door Craig Stevens, William Hopper en Alix Talton.

## Verhaal
Een aardbeving op de Noordpool bevrijdt een kolossale prehistorische bidsprinkhaan uit een gletsjer, waarin hij miljoenen jaren terug blijkbaar is ingevroren en zich al die tijd in schijndode toestand bevond. Een Amerikaanse militaire basis in het gebied, geleid door kolonel Parkman, krijgt de opdracht het beest te vernietigen. De sprinkhaan is hen echter voor en vernietigt de basis. Vervolgens zet het beest koers naar Washington.
In Washington terroriseert de sprinkhaan de stad. Hij wordt verjaagd door straaljagers en vlucht naar New York. Daar zoekt de gewonde sprinkhaan schuil in de Holland Tunnel, alwaar het leger hem eindelijk kan doden.

## Rolverdeling
| Acteur          | Personage                 |
| --------------- | ------------------------- |
| Craig Stevens   | Col. Joe Parkman          |
| William Hopper  | Dr. Nedrick 'Ned' Jackson |
| Alix Talton     | Marge Blaine              |
| Donald Randolph | Gen. Mark Ford            |
| Pat Conway      | Sgt. Pete Allen           |
| Florenz Ames    | Prof. Anton Gunther       |
| Paul Smith      | Corporal, Parkman's Clerk |
| Phil Harvey     | Lou, Radar Man            |
| Floyd Simmons   | Army Sergeant             |

## Achtergrond
De film staat ook bekend onder de titels The Giant Mantis en The Incredible Praying Mantis.
In februari 1997 werd de film bespot in de cultserie Mystery Science Theater 3000.